# 利特藁本
利特藁本（学名：Ligusticum littledalei）为伞形科藁本属的植物，为中国的特有植物。分布在中国大陆的西等地，生长于海拔3,000米的地区，见于云杉和冷杉林下，目前已由人工引种栽培。